# Organización Internacional de la Cultura Túrquica
La Organización Internacional de la Cultura Túrquica (en turco: Uluslararası Türk Kültürü Teşkilatı - TÜRKSOY) es una organización cultural internacional de los países turcoparlantes y otros pueblos túrquicos que hablan lenguas túrquicas.
El secretario general de la TÜRKSOY es Duisen Kaseinov, quien fuera Ministro de Cultura de Kazajistán. La TÜRKSOY tiene su sede central en Ankara, Turquía. 

## Historia

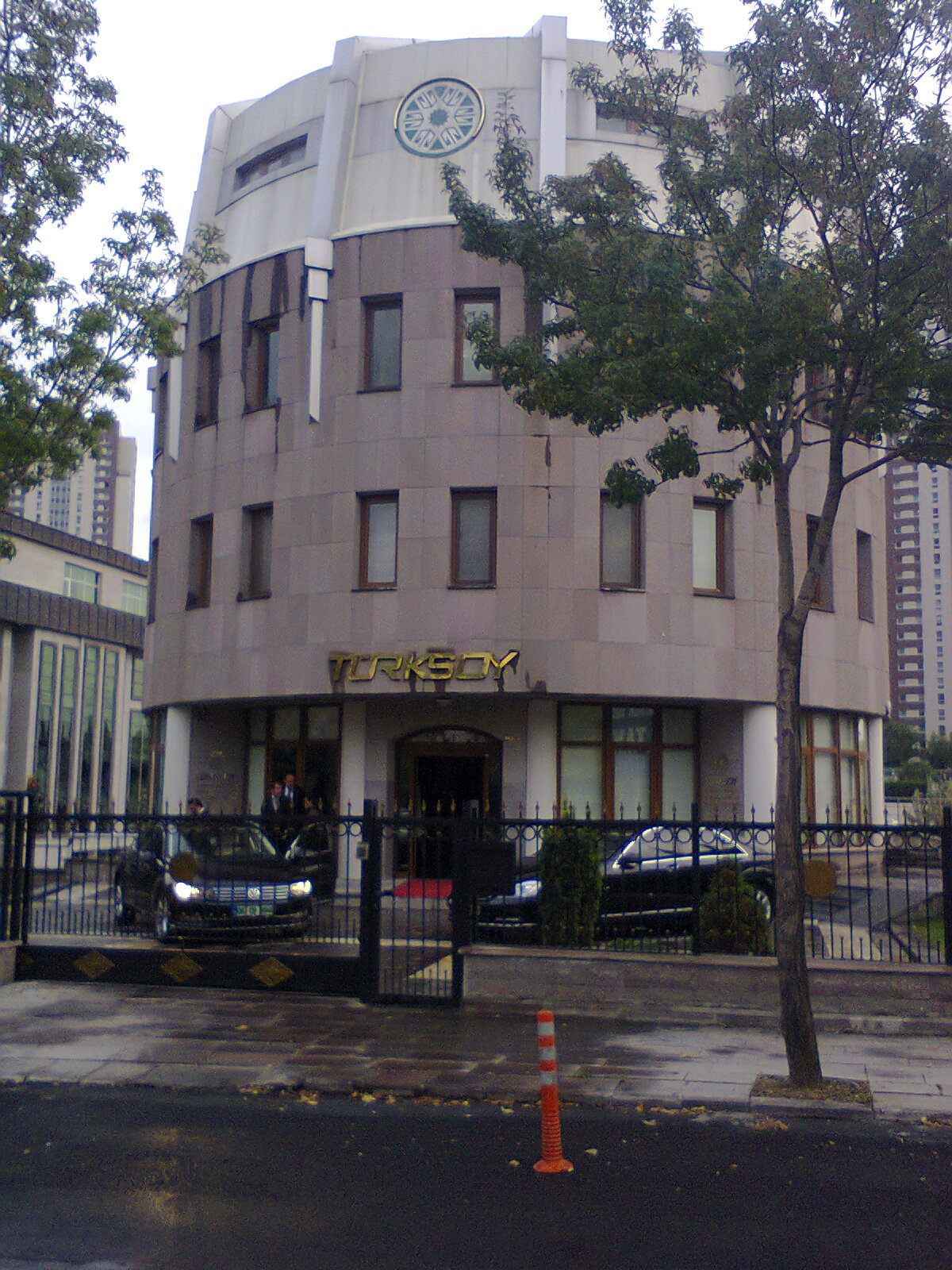
Sede de la Organización Internacional de la Cultura Túrquica en Ankara.

La organización inició sus primeras reuniones en 1992 en Bakú y Estambul, asistiendo los ministros de cultura de Azerbaiyán, Kazajistán, Kirguistán, Uzbekistán, Turquía y Turkmenistán. La TÜRKSOY fue establecida formalmente el 12 de julio de 1993.
En 1996 se inició la cooperación oficial entre la TÜRKSOY y la UNESCO.

## Miembros
| País/Territorio   | Lengua    | Notas                                   |
| ----------------- | --------- | --------------------------------------- |
| Azerbaiyán        | Azerí     |                                         |
| Kazajistán        | Kazajo    |                                         |
| Kirguistán        | Kirguís   |                                         |
| Turquía           | Turco     |                                         |
| Turkmenistán      | Turcomano |                                         |
| Uzbekistán        | Uzbeko    |                                         |
| Observadores      |           |                                         |
| Baskortostán      | Baskir    | Sujeto federal de Rusia                 |
| Chipre del Norte  | Turco     | País independiente de facto             |
| Gagaúzia          | Gagaúzo   | Unidad territorial autónoma de Moldavia |
| Jakasia           | Jakasio   | Sujeto federal de Rusia                 |
| Tartaristán       | Tártaro   | Sujeto federal de Rusia                 |
| Antiguos miembros |           |                                         |
| Altái             | Altái     | Sujeto federal de Rusia                 |
| Sajá              | Yakuto    | Sujeto federal de Rusia                 |
| Tuvá              | Tuvano    | Sujeto federal de Rusia                 |

### Miembros anteriores
Tres repúblicas federales rusas abandonaron TURKSOY después que la Fuerza Aérea Turca derribara un avión ruso a finales de 2015.